# Saponaria picta
Saponaria picta är en nejlikväxtart som beskrevs av Pierre Edmond Boissier. Saponaria picta ingår i släktet såpnejlikor, och familjen nejlikväxter. Inga underarter finns listade i Catalogue of Life.